# Kot Kapura
Kot Kapura là một thành phố và là nơi đặt hội đồng đô thị (municipal council) của quận Faridkot thuộc bang Punjab, Ấn Độ.

## Nhân khẩu
Theo điều tra dân số năm 2001 của Ấn Độ, Kot Kapura có dân số 80.741 người. Phái nam chiếm 53% tổng số dân và phái nữ chiếm 47%. Kot Kapura có tỷ lệ 61% biết đọc biết viết, cao hơn tỷ lệ trung bình toàn quốc là 59,5%: tỷ lệ cho phái nam là 65%, và tỷ lệ cho phái nữ là 57%. Tại Kot Kapura, 13% dân số nhỏ hơn 6 tuổi.